# Rezervația naturală Pinnacles

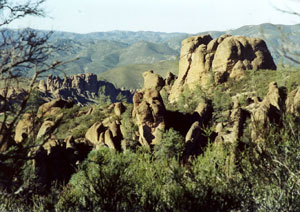
Rezervația naturală Pinnacles

Rezervația naturală Pinnacles (Pinnacles National Monument) este situată în statul California, SUA. Regiunea este presărată cu formațiuni geologice formate prin fenomene vulcanice, care au avut loc în timpuri preistorice. Formațiunile stâncoase abrubte, solul sărac, a împiedicat așezarea omulului în regiune, acum este patria condorului californian. Pinnacles a fost descoperit prin anii 1900 de turiști, și declarat în anul 1908 de președintele american Theodore Roosevelt ca monument național. Din anul 1976 s-a mai adugat un teritoriu de ca. 60 % la rezervație și are acum suprafața de 98,2 km². Zona este pusă sub protecție ca Wilderness Area, ceea ce înseamnă că în regiune se interzice cu desăvârșire amestecul omului.